# Lachnaia gallaeca
Lachnaia gallaeca es una especie de insecto coleóptero de la familia Chrysomelidae. Es endémica del noroeste de la península ibérica (España).